# Johanna Loistl
Johanna Loistl (* 14. Juli 1984) ist eine deutsche Fußballspielerin.

## Karriere
Aus der Jugendabteilung des FFC Wacker München hervorgegangen, wechselte Loistl zur Saison 2002/03 zum Bundesligisten FC Bayern München.
Ihr Bundesligadebüt gab sie verletzungsbedingt erst in der Folgesaison am 17. August 2003 (1. Spieltag) bei der 1:4-Niederlage im Auswärtsspiel gegen den SC 07 Bad Neuenahr über 90 Minuten. Ihr einziges Bundesligator erzielte sie am 13. Juni 2004 (22. Spieltag) beim 7:0-Sieg im Heimspiel gegen den 1. FC Saarbrücken mit dem Treffer zum 5:0 in der 65. Minute. 
Nach dem Abitur wechselte sie für ein Jahr nach Amerika, wo sie ein Fußballstipendium erhielt und in der Big 12 Conference spielte. In der Saison 2006/07 schloss sie sich dem Zweitligisten FFC Wacker München an und absolvierte vier Spielzeiten für diesen;
Zu ihren größten Erfolge zählen: 

U16 Nordic Cup Siegerin mit den DFB Juniorinnen (inoffizielle Europameisterschaft)

U18 Europameisterin 

Deutsche Meisterin mit der U15 der Bayernauswahl 

Loistl durchlief alle U-Nationalmannschaften von der U14 bis zur U21 und dem erweiterten Kader der Frauennationalmannschaft.